# Supay

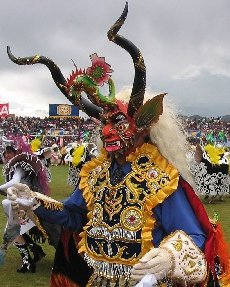
Supay nel diablada andino

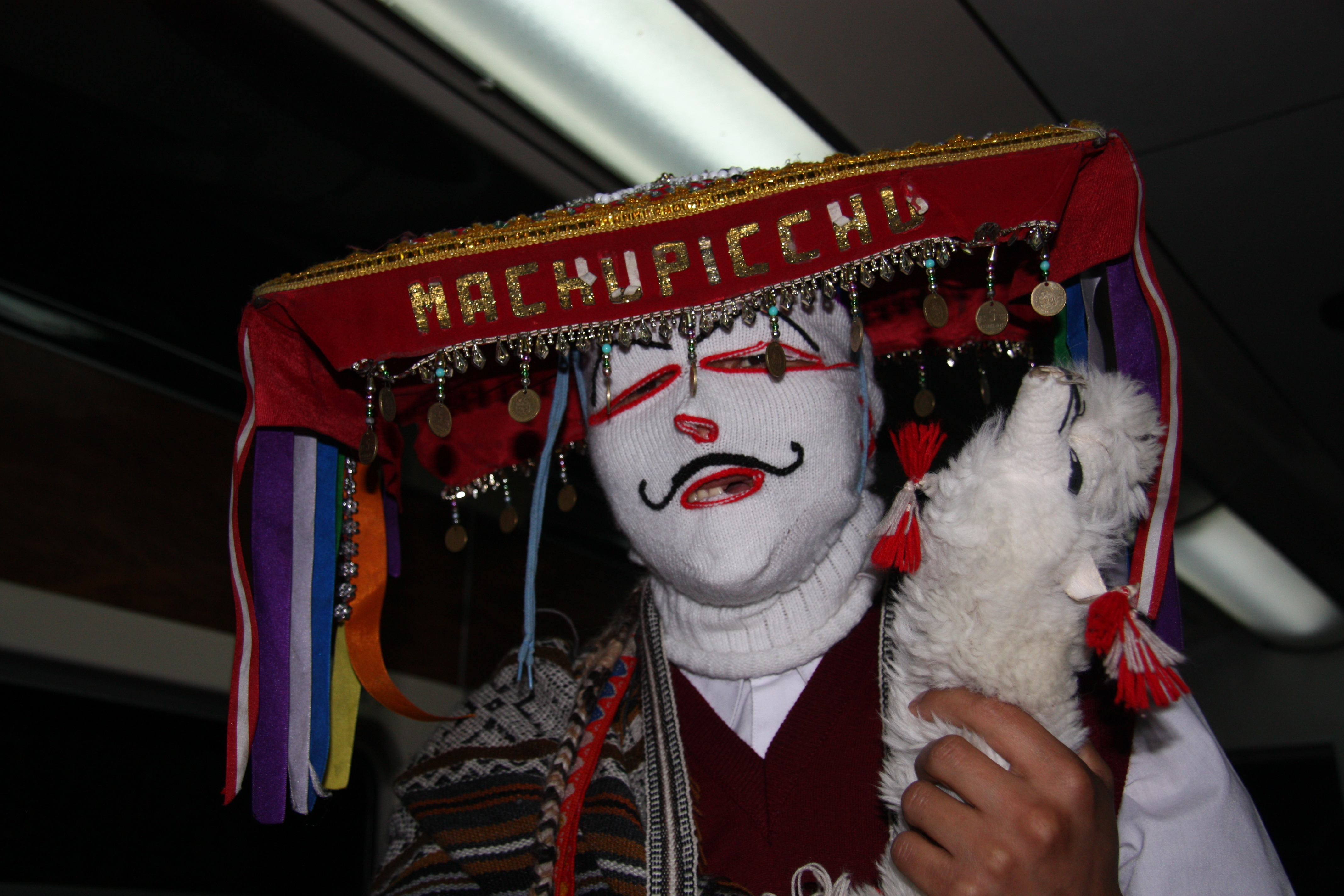
Abito tradizionale del Supay quechua

Nelle mitologie inca e aymara, Supay (dal quechua : supay "ombra"), o Zupay, era sia il dio della morte e re dell'Uku Pacha, sia una razza di demoni. L'Uku Pacha era letteralmente il mondo sotterraneo inca. Supay viene associato ai rituali dei minatori.

## Etimologia
Il dizionario anonimo del 1586 definisce il termine come "ombra" (sombra) o sotto  "supa" nel dizionario di Jorge A. Lira (1945)

## Descrizione
Con la colonizzazione spagnola delle Americhe, i sacerdoti cristiani utilizzarono il nome "Supay" per fare riferimento al diavolo cristiano ("el Diablo"). Ma, a differenza di quanto facevano gli europei col diavolo del cristianesimo, "gli indigeni non ripudiavano Supay ma, spaventati da lui, lo invocavano e adoravano pregandolo di non far loro del male".
Da allora Supay assunse un simbolismo sincretico, diventando il personaggio principale dei "diabladas" di Bolivia (Carnaval de Oruro), Perú e altri Stati andini. Il nome Supay viene ora tradotto grossolanamente con "diablo" (diavolo) in molti Stati sudamericani. In alcuni di loro, ad esempio in Argentina settentrionale, il mondo sotterraneo governato da Supay si chiama "Salamanca". 
In alcune zone del Perù il popolo Quechua prosegue la tradizione di Mamacha Candicha, tradotto oggi in "La vergine fiammeggiante", un festival danzante che dura fino a due settimane. La danza di Supay viene ancora allestita per i turisti e in altre occasioni, non solo legate a Mamacha Candicha.